# 花本龍一
花本 龍一（はなもと りゅういち、1988年12月31日 -）は、地方競馬の福山競馬場江口秀博厩舎に所属していた元騎手。

勝負服の柄は胴青・白山形一本輪、袖白・青星。高知県出身、血液型B型。地方競馬教養センター騎手課程第84期生。笠松競馬場の元調教師・元騎手の花本正三は父。

## 来歴
2006年9月29日付けで地方競馬騎手免許を取得。同年10月29日、福山競馬第3競走（アラブ系C2五組条件戦）グレートコーセンでレース初騎乗（8頭立て6番人気2着）。同年12月3日、福山競馬第1競走（2歳4組条件戦）でユメヲモトメテ（7頭立て4番人気）に騎乗し、初勝利を挙げた。しかし、2006年12月24日を最後にレースへの騎乗が途絶え、その後騎手免許を返上し引退した。
引退後は競馬界を離れ、会社員となった。